# Сорбо-Сан-Базиле
Сорбо-Сан-Базиле (итал. Sorbo San Basile) — коммуна в Италии, располагается в регионе Калабрия, подчиняется административному центру Катандзаро.
Население составляет 932 человека, плотность населения составляет 16 чел./км². Занимает площадь 58 км². Почтовый индекс — 88050. Телефонный код — 0961.